# 龙德寺塔
龙德寺塔位于浙江省金华市浦江县浦阳街道的塔山公园内，是一座北宋的楼阁式砖塔，1963年公布为浙江省文物保护单位，2013年公布为第七批全国重点文物保护单位。
龙德寺塔原在龙德寺内，故名，寺已毁；又因塔建于龙峰山上，故又名龙峰塔，元代柳贯题名为“龙峰孤塔”，为昔日“浦阳十景”之一。塔建于北宋大中祥符九年（1016年），塔高七层，平面呈六边形，为仿木结构楼阁式砖塔。塔初建时为砖木混合结构，有木结构的腰檐，塔内可供登临。但历经多次大火、雷击，损毁严重，塔上的木质构件已经无存，仅余砖塔，高约36米。塔基用条石砌筑，塔顶和塔刹均无存，仅塔身是北宋原物。
- 远眺
- 近观
- 塔前古樟为龙德寺旧物
- 底层
- 底层
- 底层转角铺作与补间铺作
- 塔身细部
- 塔身细部
- 塔内